# Крупник (село)
Кру́пник (болг. Крупник) — село в Благоевградской области Болгарии. Входит в состав общины Симитли.
Находится примерно в 5 км к югу от центра города Симитли и примерно в 19 км к югу от центра города Благоевград. По данным переписи населения 2011 года, в селе проживало 2078 человек.

## Население
| Год     | 1934 | 1946 | 1956 | 1965 | 1975 | 1985 | 1992 | 2001 | 2011 |
| ------- | ---- | ---- | ---- | ---- | ---- | ---- | ---- | ---- | ---- |
| Жителей | 1702 | 2246 | 1803 | 2030 | 2213 | 2445 | 2466 | 2392 | 2078 |

| Национальность  | Человек | Процент |
| --------------- | ------- | ------- |
| болгары         | 1493    | 96,63 % |
| цыгане          | 39      | 2,52 %  |
| другие          | 9       | 0,58 %  |
| не определились | 4       | 0,26 %  |
| Всего ответов   | 1545    |         |

|  |